# Йорио, Доменико
Доменико Йорио (итал. Domenico Jorio; 7 октября 1867, Вилла-Санто-Стефано, Папская область — 21 октября 1954, Рим, Италия) — итальянский куриальный кардинал. Секретарь Апостольской Датарии и заместитель секретаря Священной Конгрегации дисциплины таинств с 20 октября 1918 по 5 января 1928. Секретарь Священной Конгрегации дисциплины таинств с 5 января 1928 по 16 декабря 1935. Префект Священной Конгрегации дисциплины таинств с 20 декабря 1935 по 21 октября 1954. Камерленго Священной Коллегии Кардиналов с 21 июня 1948 по 14 марта 1949. Кардинал-дьякон с 16 декабря 1935, с титулярной диаконией Сант-Аполлинаре-алле-Терме-Нерониане-Алессандрине с 19 декабря 1935 по 18 февраля 1946. Кардинал-священник с титулом церкви pro illa vice Сант-Аполлинаре-алле-Терме-Нерониане-Алессандрине с 18 февраля 1946.